# بكرة اللفافة

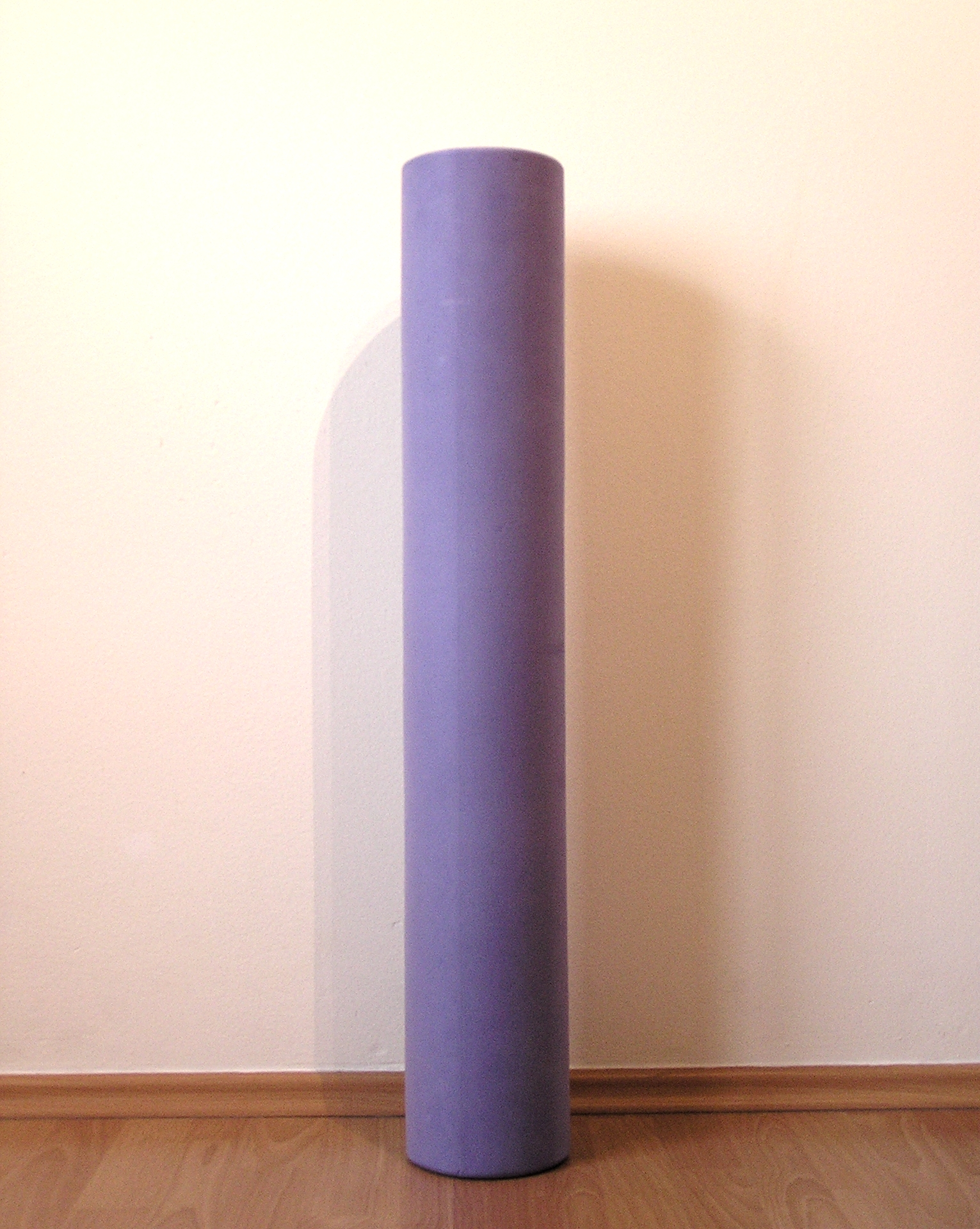
بكرة اللفافة

أسطوانة اللفافة ، المعروفة أيضًا باسم الأسطوانة الرغوية الصلبة ، هي جهاز تدليك ذاتي مصنوع من البولي إيثيلين أو البولي يوريثان أو الفلين الذي يستخدم في عيادات الأمراض العصبية وجراحة العظام والطب الرياضي واللياقة البدنية. الهدف هو التأثير على هيكل اللفافة العضلية من الخارج عن طريق «التدحرج» (الإصدار اللفافي).

## التطبيق

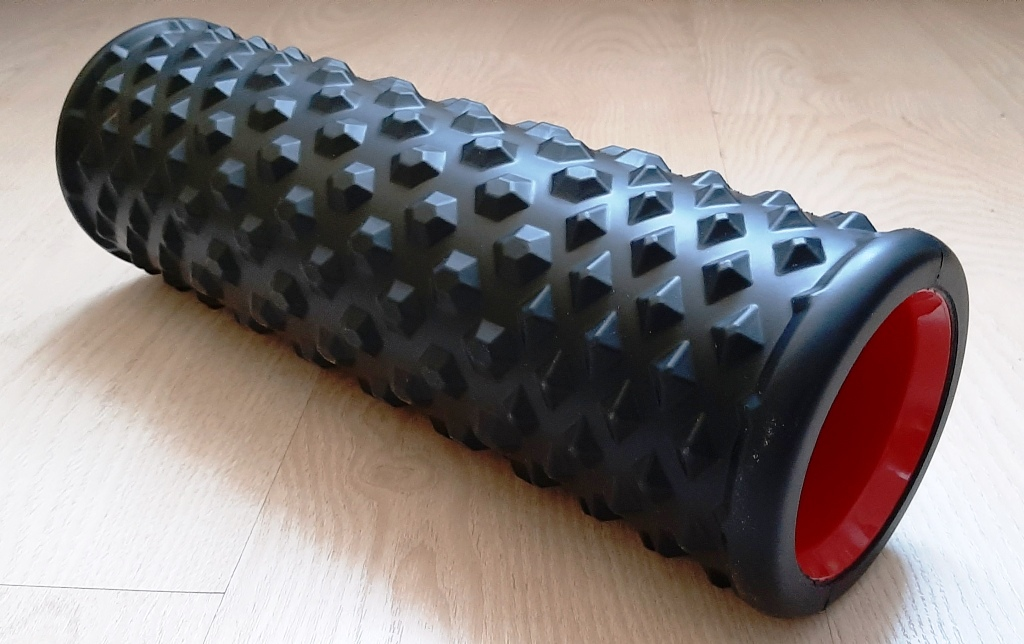
Foam roller

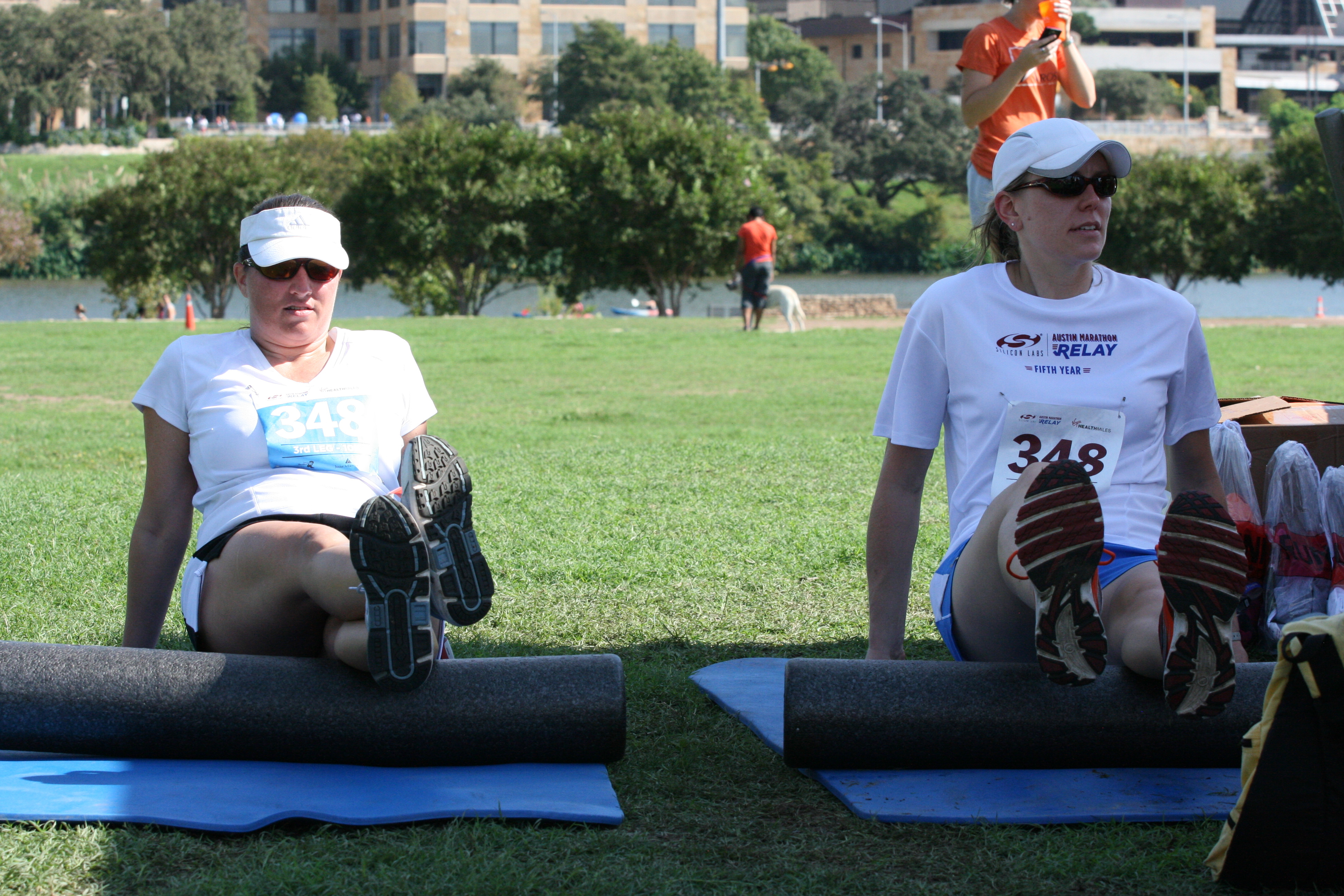
Exercises

كان موشيه فيلدنكرايس من أوائل من استخدم الأسطوانة الخشبية للأغراض العلاجية في طريقة فيلدنكرايس التي طورها. في عام 1963، تم تقديم بكرة لمعالجة الظهر في معرض iENA في نورمبرج. 
الهدف من استخدام أسطوانة الرغوة الصلبة في سياق العلاج التدريبي هو تحسين وعي الجسم والتوازن والحركة والقوة. يجب التأكيد على استخدام الأسطوانة الرغوية الصلبة لغرض التدليك الذاتي. بمساعدة وزن جسمك وأسطوانة الفوم الصلبة، يتم الضغط على تصلب عضلات الهيكل العظمي بهدف تخفيف توتر العضلات وزيادة الدورة الدموية فيها. في هذا السياق، يتم استخدام المصطلح "Self Myofascial Release" (SMR) في اللغة الإنجليزية أيضًا. يشير هذا إلى التقنيات التي يمكن من خلالها استعادة المرونة الأصلية للنسيج الضام (اللفافة) مقارنة بالعضلات. غالبًا ما يتم دحرجة الأسطوانة الرغوية الصلبة على العضلات. يتم الحفاظ على الضغط الناتج في موقع توتر العضلات لمدة 30-60 ثانية.
يستخدم تحرير اللفافة مع الأسطوانة الرغوية الصلبة للأغراض التالية:
- الإحماء (التسخين المبدئي): يُنشئ التدحرج تأثيرًا لا يمكن تحقيقه إلا بعد العديد من الحركات. يتم تحقيق ذلك من خلال انزلاق العضلات بشكل أفضل وتحسين التحكم الحسي من خلال تنشيط المستقبلات الحركية وبالتالي التحكم الأمثل في الجسم.[4] [5]
- التهدئة: تتدحرج العضلات بشكل أبطأ وأطول من فترة التسخين. [4] يؤدي التدريب باستخدام الأسطوانة إلى زيادة الدورة الدموية في الموضع وبالتالي إمداد العضلات بالأكسجين والإزالة الطبيعية للمنتجات الأيضية النهائية.[6]
- السيطرة على الألم: تنشأ معظم أعراض الألم من النسيج اللفافي لأن هذا هو أيضًا موقع مستقبلات الألم. [4] حتى المرضى الأقل نشاطًا يجب أن يحققوا تحسينات كبيرة في المرونة وتقليل الألم المرتبط بها من خلال الجلسات المنتظمة.[7]
- الوعي الذاتي: الهدف هو استكشاف وتنشيط نقاط الألم الخاصة بك («نقاط التحفيز»). تختلف هذه النقاط من شخص لآخر ويمكن أن يشعر بها الفرد فقط بشكل فردي. [4]

## نماذج
بسبب الاهتمام المتزايد بتدريب اللفافة، يوجد الآن عدد كبير من بكرات اللفافة في السوق، والتي تختلف من حيث الحجم وهيكل السطح ودرجة الصلابة. تقوم بكرات الإسفنج الصغيرة على وجه التحديد بتدليك أجزاء العضلات التي يصعب الوصول إليها باستخدام بكرة كبيرة، على سبيل المثال على الرقبة أو باطن القدمين. كما أنها مناسبة كجهاز تدريب أثناء التنقل. تسمح بكرات الرغوة الطويلة بمعالجة مجموعات العضلات الكبيرة، على سبيل المثال  على الظهر. تم تصميم بكرات الإسفنج بسطح منظم لتقليد التدليك بواسطة اليد البشرية.

## انتقاد
نظرًا لأن اللفافات رقيقة جدًا، يمكن أن يتسبب التدحرج الشديد في حدوث ضرر. كذلك يمكن أن يكون تأثير طرق التمدد التقليدية مماثلا أو أفضل - على سبيل المثال لزيادة الحركة خلال وقت قصير. 

## المؤلفات
- Peggy A Houglum: تمرين علاجي لإصابات العضلات والعظام. حركية الإنسان، شامبين (إلينوي)، 3. طبعة 2010، ISBN 978-0-7360-7595-4، ص.433.

## روابط إنترنت
- Jochen Steiner (27 مايو 2019). "Die Faszienrollen sind kaum wirksam: Gespräch mit Dr. Christian Baumgart" (mp3, 5,4 MB, 7:04 Minuten). SWR2-Sendung „Impuls“.